# Tarhuna
Tarhuna är en ort i Libyen.   Den ligger i distriktet Al Marj, i den nordvästra delen av landet, 60 km sydost om huvudstaden Tripoli. Tarhuna ligger 391 meter över havet och antalet invånare är 210 697.
Terrängen runt Tarhuna är huvudsakligen platt, men norrut är den kuperad. Terrängen runt Tarhuna sluttar västerut. Runt Tarhuna är det ganska glesbefolkat, med 35 invånare per kvadratkilometer. Det finns inga andra samhällen i närheten. Trakten runt Tarhuna är ofruktbar med lite eller ingen växtlighet.

## Weblinks
- Brødrene fra helvete (28. februar 2021)